# Bidur
Bidur est une ville du Népal située sur le cours supérieur de la rivière Trishuli, dans la zone de Bagmati et chef-lieu du district de Nuwakot. Au recensement de 2011, la ville compte 26 750 habitants.
À 420 mètres au-dessus de Bidur, se situe le village de montagne de Nuwakot et la forteresse du même nom.

## Histoire ancienne
Nuwakot est l'une des neuf forteresses Ghorka de Prithvi Narayan Shah (1722-1775), sur la route commerciale entre le Tibet et la vallée de Katmandou, et la capitale de son empire jusqu'à ce qu'il prenne Katmandou en 1768.

## Histoire récente
En février 2008, une attaque terroriste endommage l'usine d'approvisionnement en eau de la ville.
Les séismes de 2015 au Népal endommagent gravement la région.
En 2020, la centrale solaire de Nuwakot, Nuwakot Solar Power Station (2018-), est connectée au réseau électrique.